# Колчев, Фёдор (атаман)
Фёдор Колчев (казнен осенью 1670) — казачий атаман, один из руководителей казацко-крестьянского восстания под предводительством Степана Разина.

## Биография
Уроженец города Доброго на реке Воронеж (ныне село Доброе Липецкой области). Служил в Белгородском полку, затем бежал в донские казачьи городки.
Участник второго похода Степана Разина на Волгу. В рядах повстанческого войска он был Ф. Колчев Царицыном, Черным Яром, Астраханью. Затем с отрядом Якова Гаврилова вернулся на Дон. Здесь, в Паншином городке, под руководством атамана Якова Гаврилова Фёдор Колчев подготовил поход на Слободскую Украину и 7 сентября 1670 года вместе со своим помощником есаулом Федором Агеевым выступил вверх по Дону.
Еще ранее Степан Разин установил и поддерживал переписку с острогожским полковником Иваном Дзиньковским, который был недоволен царской службой. Еще весной 1670 года, посылая в повстанческое войско «многие подарки и запасы, и вино, и мед», полковник Иван Дзиньковский обещал Степану Разину свою помощь.
Достигнув слободы И. Дзиньковского Колыбельки, находившейся при впадении в Дон одноименной речки, Фёдор Колчев написал от имени С. Т. Разина «прелестное письмо», адресованное царскому полковнику, и послал с ним в Острогожск местного крестьянина Ивана Казачка. Через И. Казачка острогожский полковник Иван Дзиньковский передал разинскому атаману Фёдору Колчеву, что если бы к городу прибыло от Разина всего лишь пять человек, даже и тогда гарнизон и жители перешли бы на сторону повстанцев, а раз их 23, то и подавно перейдут. Полковник предупредил повстанцев, что ввиду приближения царских войск под командованием полкового воеводы Г. Г. Ромодановского надо идти «наспех», захватить Острогожск, Ольшанск, Коротояк, и тогда «все украинные городы будут за ними».
9 сентября 1670 года повстанческий отряд Ф. Колчева, увеличившийся за счет местных крестьян, подступил к Острогожску. При поддержке полковника И. Н. Дзиньковского повстанцы без сопротивления заняли город. Местный воевода В. Мезенцев был арестован и утоплен. В Острогожске Фёдор Колчев устроил казацкие порядки — созыв круга, выборное управление, освобождение заключенных, уничтожение крепостнических документов.
Увеличив свой отряд за счет отрогожцев (до 400 человек), в тот день атаман Фёдор Колчев двинулся на соседний город по Белгородской линии — Ольшанск. «А ольшанцы… — с возмущением сообщал в Разрядный приказ коротоякский воевода М. Ознобишин,— с ними не бились» — население города тут же перешло на сторону разинцев. Был казнен (сброшен с башни) Ольшанский воевода С. Беклемишев, несколько «начальных людей… побили», а двух иноземцев «в воду посажали». Воеводы окрестных городов были охвачены паникой.
Вернувшись из Ольшанска в Острогожск, повстанцы созвали казачий круг, где было принято решение о походе на Коротояк. Однако 10 сентября в Острогожске произошел переворот. Казацкая полковая старшина во главе с Г. Карабутом, вступив с союз с местным духовенством и богатыми горожанами, захватила власть в городе. Большинство повстанцев, в том числе Ф. Колчев, Ф. Агеев, И. Дзиньковский, М. Жуковцев, попали в руки заговорщиков.
Все участники восстания в Острогожске и Ольшанске были казнены. Атаман Фёдор Колчев после допросов в Белгородской приказной избе был доставлен в Москву. Ему был вынесен приговор: " За… многое воровство и за измену обсечь руки и ноги и казнить… смертью, повесить ". Приговор был приведен в исполнение. На сказке, объявленной разинскому атаману перед казнью, стоит помета: " …октября в 3 день… тому вору Федьке чтена, и вершон на Болоте ". Таким же образом были казнены Ф. Агеев и И. Казачок, И. Дзиньковского и М. Жуковцева расстреляли в Острогожске. Остальные участники восстания были повешены в Короче.